# Pierre Dupleix
Jules Pierre Dupleix, né le 17 novembre 1793 à Pithiviers et mort le 5 septembre 1880 à Paris fut un général de brigade français.

## Biographie
De 1835 à 1845, le colonel Dupleix commande le 12e régiment de chasseurs à cheval.
Dupleix est promu général de Brigade le 7 décembre 1848. Il commande la 3e subdivision de la 13e Division (1849), la 2e  subdivision de la 11e Division (1850-1851); Commandant du département de l'Indre (1852) et du Gers  (1853-1854).
Il est élevé au rang de grand officier de la Légion d'honneur le 20 août 1872. 

## Généalogie
- Il est fils de Pierre Jacques Dupleix (1770-1852), Conseiller d'État et Intendant général du Trésor Public du Royaume de Westphalie, directeur de l'apanage du Duc d'Orléans et de Prudence Pantin (1770-1800) ;
- Il épouse en 1834 Anne-Joséphine Canonge, dont :
  - Anatole-Auguste Dupleix (°1840).